# Don Hardeman
Pour les articles homonymes, voir Hardeman.
(en) Statistiques sur pro-football-reference
Donald Ray Hardeman (né le 13 août 1952 à Killeen et mort le 2 juin 2016 à Temple) est un joueur américain de football américain.

## Carrière

### Université
Après être sorti de la Killeen High School, il entre à l'université A&I du Texas où il réalise de bonnes performances.

### Professionnel
Don Hardeman est sélectionné au premier tour du draft de la NFL de 1975 par les Oilers de Houston au quinzième choix. Lors de sa première saison en NFL, il inscrit cinq touchdowns en entrant en cours de treize matchs, ce qui est son meilleur nombre sur une saison. Ensuite, il fait un touchdown en 76 et trois en 1977.
Il change d'équipe en 1978, arborant le maillot des Colts de Baltimore mais il ne marque aucun touchdown. Il en marque quatre en 1979 (trois sur des courses et un sur une passe) avant de ne plus jouer dans l'élite du football.
Hardeman n'a commencé aucun match de football dans sa carrière, étant toujours remplaçant. Il a joué soixante-quatre matchs et inscrit treize touchdowns.